# Octomys mimax
Octomys mimax é um gênero de roedor da família Octodontidae. É a única espécie do gênero Octomys. Pode ser encontrada na Argentina, nas províncias de Catamarca, La Rioja, San Juan, e no norte de Mendoza. Marginalmente pode ocorrer no Chile. Sua distribuição geográfica é disjunta em duas áreas.